# Rosarum Monographia

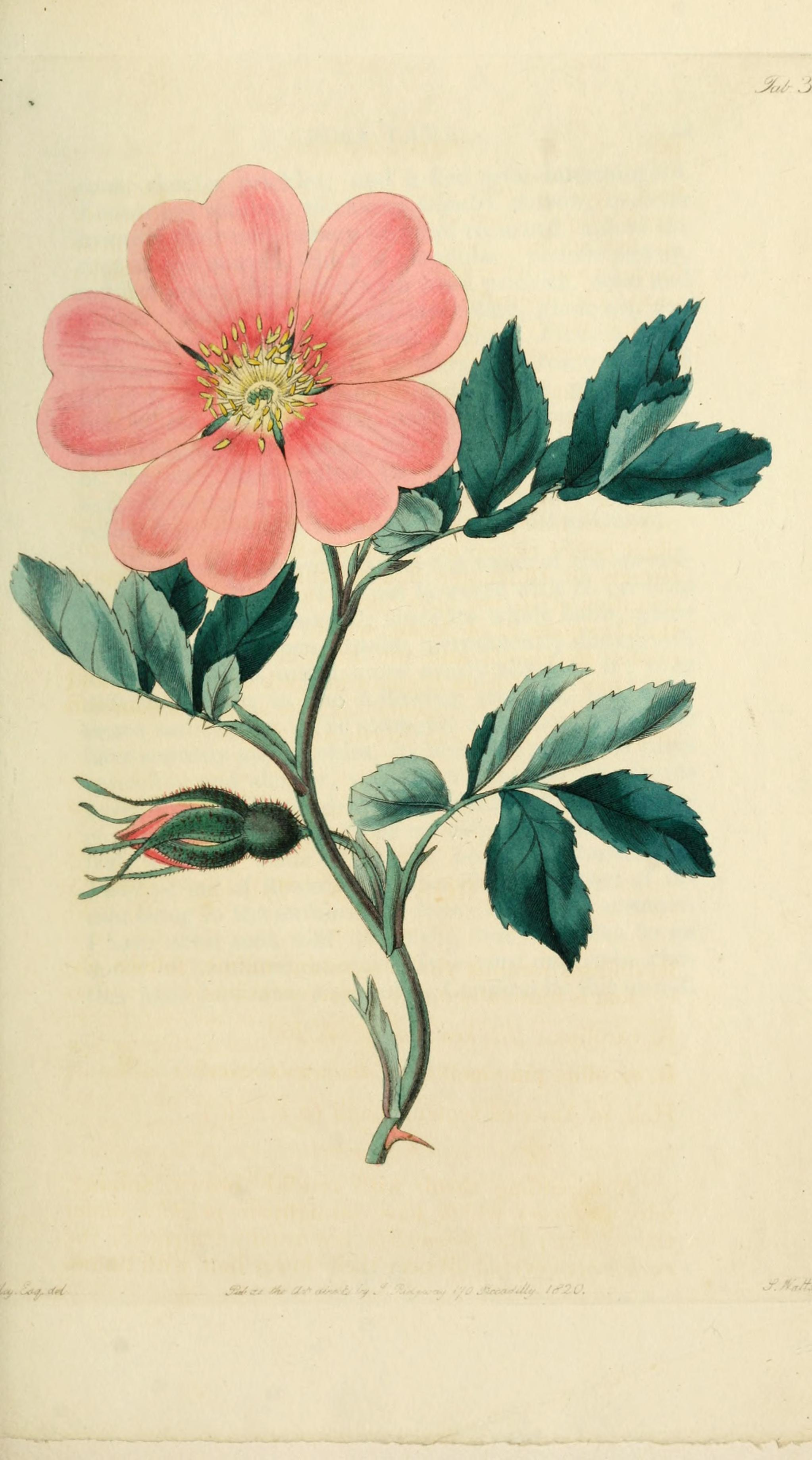
Rosa laxa

Rosarum Monographia (abrégé en Ros. Monogr.) est un livre illustré et descriptif de botanique, écrit par le naturaliste et botaniste britannique John Lindley, publié à Londres en  1820, sous le nom de Rosarum Monographia ; or, a Botanical History of Roses. To which is Added, an Appendix, for the Use of Cultivators, in which the Most Remarkable Garden Varieties are Systematically Arranged. With Nineteen Plates. 
Lindley y décrit soixante dix-huit espèces, ainsi que des sous-espèces, tandis que treize espèces sont illustrées.
Une nouvelle édition est publiée en 1830.